# Tobyl Qostanay
Tobyl Qostanay (Kazachs Тобыл ФК Қостанай, Russisch: Tobol Kostanaj) is een voetbalclub uit Qostanay in Kazachstan.
Het team werd in 1967 opgericht onder de naam FK Avtomobilist Koestanaj (Russisch ФК Автомобилист Кустанай) en werd nog voor de onafhankelijkheid van Kazachstan omgedoopt in FK Energetik Koestanaj (Russisch ФК Энергетик Кустанай, 1982) resp.  FK Koestanajets Koestanaj (Russisch ФК Кустанаец Кустанай, 1990). Van 1967 t/m 1970 en van 1982 t/m 1991 speelde de ploeg in de competitie van de Kazachse SSR, op dat moment het derde niveau in de USSR, zonder daarin echter grote successen te behalen.
Na het invoeren van de onafhankelijke Kazachse competitie was de club meteen van de partij; voor het begin van de competitie in 1992 werd de naam wel weer gewijzigd, ditmaal in Xïmïk FK Kustanay (Kazachs Химик ФК Кустанай). In 1995 werd de naam van de club Tobıl FK Kustanay (Kazachs Тобыл ФК Кустанай) en toen de naam van de stad in 1997 veranderde van het Russische Koestanaj in het Kazachse Qostanay, nam de vereniging haar - tot nu toe - definitieve naam aan: Tobyl FK Qostanay (Kazachs Тобыл ФК Қостанай). De stad Qostanay ligt in het uiterste, door Russen gedomineerde noorden van het land, dus het mag geen verwondering wekken dat het logo van de club nog steeds de Russische versie van de clubnaam vermeldt: FK Tobol (Russisch Тобол Футбольный Клуб) in plaats van het Kazachse Tobıl FK (Kazachs Тобыл Футбол Клубы), een verschijnsel dat we bij meer noordelijke clubs tegenkomen.
Tot 1996 was de ploeg bepaald geen hoogvlieger in de competitie; in dat jaar volgde een vrijwillige degradatie naar de Pervoj-Liga, maar in 1999 was de club weer terug op het hoogste niveau en met het nieuwe millennium kwamen ook de prestaties: vier keer werd de club tweede in de competitie voordat in 2010 het eerste kampioenschap gevierd kon worden. Van de drie bekerfinales die de ploeg speelde, werd die van 2007 gewonnen.

## Tweede elftal
Het tweede elftal was in 2003 actief in de Kazachse Tweede Divisie en van 2005 t/m 2007 in de Eerste Divisie; in 2005 deed de ploeg dat onder de naam Ayat FK Rudniy (ayat is Kazachs voor soera), in de jaren ervoor en erna onder de naam Tobıl-2 FK Qostanay.

## Erelijst
- UEFA Intertoto Cup

2007
- Kampioen van Kazachstan

2010, 2021
- Beker van Kazachstan

Winnaar: 2007, 2023
Finalist: 2003, 2011
- Supercup van Kazachstan

Winnaar: 2021, 2022
Finalist: 2008, 2011

## Historie in dePremjer-Liga
| Jaar | Competitie   | Prestatie                                                                 | (Naam)            |
| ---- | ------------ | ------------------------------------------------------------------------- | ----------------- |
| 1992 | Topdivisie   | 6de plaats in voorrondegroep A, 13de in de kampioensgroep                 | Xïmik FK Kustanay |
| 1993 | Topdivisie   | 4de plaats in voorrondegroep B, 8ste in de kampioensgroep                 | Xïmik FK Kustanay |
| 1994 | Topdivisie   | 10de plaats in de competitie                                              | Xïmik FK Kustanay |
| 1995 | Topdivisie   | 12de plaats in de competitie                                              | Tobıl FK Kustanay |
| 1996 | Topdivisie   | 11de plaats in de competitie en teruggetrokken                            | Tobıl FK Kustanay |
| 1997 | Topdivisie   |                                                                           |                   |
| 1998 | Topdivisie   |                                                                           |                   |
| 1999 | Topdivisie   | 8ste plaats in de competitie                                              |                   |
| 2000 | Topdivisie   | 7de plaats in de competitie                                               |                   |
| 2001 | Topdivisie   | 6de plaats in de competitie                                               |                   |
| 2002 | Superliga    | 4de plaats in de voorronde, 3de plaats in de eindronde                    |                   |
| 2003 | Superliga    | 2de plaats in de competitie                                               |                   |
| 2004 | Superliga    | 3de plaats in de competitie                                               |                   |
| 2005 | Superliga    | 2de plaats in de competitie                                               |                   |
| 2006 | Superliga    | 3de plaats in de competitie                                               |                   |
| 2007 | Superliga    | 2de plaats in de competitie                                               |                   |
| 2008 | Premjer-Liga | 2de plaats in de competitie                                               |                   |
| 2009 | Premjer-Liga | 4de plaats in de competitie                                               |                   |
| 2010 | Premjer-Liga | 1ste plaats in de voorronde, 1ste plaats in de kampioensgroep en kampioen |                   |
| 2011 | Premjer-Liga | 7de plaats in de voorronde, 7de (1ste) plaats in de degradatiegroep       |                   |
| 2012 | Premjer-Liga | 6de plaats in de competitie                                               |                   |
| 2013 | Premjer-Liga | 8e plaats in de voorronde, 1e plaats in de degradatiegroep                |                   |
| 2014 | Premjer-Liga | 8e plaats in de voorronde, 1e plaats in de degradatiegroep                |                   |
| 2015 | Premjer-Liga | 8e plaats in de voorronde, 1e plaats in de degradatiegroep                |                   |
| 2016 | Premjer-Liga | 8e plaats in de voorronde, 1e plaats in de degradatiegroep                |                   |
| 2017 | Premjer-Liga | 5e plaats in de competitie                                                |                   |
| 2018 | Premjer-Liga | 3e plaats in de competitie                                                |                   |
| 2019 | Premjer-Liga | 4e plaats in de competitie                                                |                   |

## Naamsveranderingen
Alle naamswijzigingen van de club op een rijtje:
| Jaar (Datum) | Nieuwe naam (Russisch: Nederlandse transcriptie) (Kazachs: Qaydar-transcriptie) | Nieuwe Russische naam (t/m 1991) | Nieuwe Kazachse naam (vanaf 1992) |
| ------------ | ------------------------------------------------------------------------------- | -------------------------------- | --------------------------------- |
| 1967         | FK Avtomobilist Koestanaj                                                       | ФК Автомобилист Кустанай         |                                   |
| 1982         | FK Energetik Koestanaj                                                          | ФК Энергетик Кустанай            |                                   |
| 1990         | FK Koestanajets Koestanaj                                                       | ФК Кустанаец Кустанай            |                                   |
| 1992         | Xïmïk FK Kustanay                                                               |                                  | Химик ФК Кустанай                 |
| 1995         | Tobıl FK Kustanay                                                               |                                  | Тобыл ФК Кустанай                 |
| 1997         | Tobıl FK Qostanay                                                               |                                  | Тобыл ФК Қостанай                 |

## In Europa
Tobol Qostanay speelt sinds 2011/12 in diverse Europese competities. Hieronder staan de competities en in welke seizoenen de club deelnam:
- Champions League (2x)

2011/12, 2022/23
- Europa League (5x)

2009/10, 2010/11, 2018/19, 2019/20, 2024/25
- Conference League (4x)

2021/22, 2022/23, 2023/24, 2024/25
- UEFA Cup (3x)

2006/07, 2007/08, 2008/09
- Intertoto Cup (2x)

2003, 2007

## Bekende (ex-)spelers
- Roeslan Baltiev
- Ulugʻbek Baqoyev
- Igor Bugaiov
- Stanimir Dimitrov
- Aleksandr Familtsev
- Štěpán Kučera
- Azat Nurgalijev
- Yussuf Saleh
- Didargylyç Urazov

Aqtöbe ·
Astana ·
Atıraw ·
Elimai ·
Jeńis ·
Jetisu FK Taldıqorğan ·
Kairat ·
Oqjetpes FK Kökşetaw ·
Ordabası ·
Qaysar FK Qızılorda ·
Qyzyl-Jar ·
Tobyl ·
Turan FK ·
Ulıtaw FK Jezqazğan